# Chémery
Chémery és un municipi francès, situat al departament del Loir i Cher i a la regió de Centre – Vall del Loira. L'any 2007 tenia 908 habitants.

## Demografia

### Població
El 2007 la població de fet de Chémery era de 908 persones. Hi havia 394 famílies, de les quals 130 eren unipersonals (71 homes vivint sols i 59 dones vivint soles), 142 parelles sense fills, 110 parelles amb fills i 12 famílies monoparentals amb fills.
La població ha evolucionat segons el següent gràfic:
Habitants censats

### Habitatges
El 2007 hi havia 491 habitatges, 403 eren l'habitatge principal de la família, 57 eren segones residències i 31 estaven desocupats. 458 eren cases i 32 eren apartaments. Dels 403 habitatges principals, 279 estaven ocupats pels seus propietaris, 117 estaven llogats i ocupats pels llogaters i 7 estaven cedits a títol gratuït; 7 tenien una cambra, 24 en tenien dues, 70 en tenien tres, 112 en tenien quatre i 191 en tenien cinc o més. 318 habitatges disposaven pel capbaix d'una plaça de pàrquing. A 188 habitatges hi havia un automòbil i a 177 n'hi havia dos o més.

### Piràmide de població
La piràmide de població per edats i sexe el 2009 era:
| Homes | Edats   | Dones |
| ----- | ------- | ----- |
| 0     | 95 o +  | 0     |
| 0     | 90 a 94 | 0     |
| 16    | 85 a 89 | 12    |
| 8     | 80 a 84 | 20    |
| 52    | 75 a 79 | 24    |
| 24    | 70 a 74 | 36    |
| 12    | 65 a 69 | 16    |
| 24    | 60 a 64 | 12    |
| 24    | 55 a 59 | 28    |
| 40    | 50 a 54 | 24    |
| 32    | 45 a 49 | 32    |
| 28    | 40 a 44 | 48    |
| 24    | 35 a 39 | 24    |
| 36    | 30 a 34 | 24    |
| 20    | 25 a 29 | 8     |
| 36    | 20 a 24 | 4     |
| 24    | 15 a 19 | 16    |
| 16    | 10 a 14 | 28    |
| 16    | 5 a 9   | 40    |
| 20    | 0 a 4   | 20    |

## Economia
El 2007 la població en edat de treballar era de 552 persones, 406 eren actives i 146 eren inactives. De les 406 persones actives 370 estaven ocupades (188 homes i 182 dones) i 37 estaven aturades (21 homes i 16 dones). De les 146 persones inactives 65 estaven jubilades, 33 estaven estudiant i 48 estaven classificades com a «altres inactius».

### Ingressos
El 2009 a Chémery hi havia 407 unitats fiscals que integraven 904 persones, la mediana anual d'ingressos fiscals per persona era de 15.474 €.

### Activitats econòmiques
Dels 46 establiments que hi havia el 2007, 5 eren d'empreses extractives, 2 d'empreses alimentàries, 2 d'empreses de fabricació d'altres productes industrials, 4 d'empreses de construcció, 12 d'empreses de comerç i reparació d'automòbils, 4 d'empreses de transport, 2 d'empreses d'hostatgeria i restauració, 4 d'empreses immobiliàries, 7 d'empreses de serveis, 1 d'una entitat de l'administració pública i 3 d'empreses classificades com a «altres activitats de serveis».
Dels 12 establiments de servei als particulars que hi havia el 2009, 1 era una oficina de correu, 4 tallers de reparació d'automòbils i de material agrícola, 1 fusteria, 1 lampisteria, 2 electricistes, 1 perruqueria i 2 restaurants.
Dels 2 establiments comercials que hi havia el 2009, 1 era una botiga de més de 120 m² i 1 una botiga de menys de 120 m².
L'any 2000 a Chémery hi havia 58 explotacions agrícoles que ocupaven un total de 1.974 hectàrees.

## Equipaments sanitaris i escolars
L'únic equipament sanitari que hi havia el 2009 era una farmàcia.
El 2009 hi havia una escola elemental.

## Poblacions més properes
El següent diagrama mostra les poblacions més properes.